# Улица Винтера (Пьештяны)
Улица Винтера (словац. Winterova ulica) — улица в западнословацком городе Пьештяны, названа в честь Людовита Винтера (1870—1968), строителя Пьештянского курорта.
Улица Винтера является основной артерией центра города, проходит с севера на юг, большая часть улицы — пешеходная зона.

## Название
Улица несколько раз меняла своё название. Её первое известное название — Королевский ряд, затем она называлась улицей Франца Иосифа, улицей Масарика и улицей Павлова. После падения коммунизма стала называться улицей Винтера.

## Достопримечательности
Особого внимания заслуживает правая (западная, чётная) сторона улицы.

### Чётная сторона
- Колоннада, социалистическое искусство, 1958—1962 гг., часть жилого блока «Центр», улица Винтера, д.8-14
- Отель «Липа»
- Клеопатра-центр, торговый пассаж
- Старая аптека, выставочный зал
- Александр-центр, торговый пассаж, улица Винтера, д.56
- Отель «Ялта» («Эксельсиор»)
- Отель «Эдем»
- Больница Александра Винтера
- Вилла «Лёгер» (общежитие электротехнического техникума)

### Нечётная сторона
- Сад Андрея Кметя
- Отель «Лайер»
- Лечебный дом «Зелёное дерево»
- Курортный отель «Куротель» — бывшая управление курорта
- Здание «Безовец»
- Лечебный дом «Смарагд»
- Отель Hotel City
- Вилла «Клара»
- Вилла «Александр» — небольшая поликлиника
- Гранд-Отель Роял (Слован)